# Maeser (Utah)
Maeser es un lugar designado por el censo ubicado en el condado de Uintah en el estado estadounidense de Utah. En el año 2000 tenía una población de 2.855 habitantes, un leve aumento de los 2.598 reportados en 1990. 

## Geografía
Maeser se encuentra ubicado en las coordenadas 40°27′58″N 109°34′53″O / 40.46611, -109.58139. Según la Oficina del Censo, la localidad tiene un área total de 16,8 km² (6,5 mi²), de la cual toda es tierra.

## Demografía
Según la Oficina del Censo en 2000, había 2.855 personas y 766 familias residentes en el lugar, 96,99% de los cuales eran personas de raza blanca y 1,0% personas nativas de los Estados Unidos.
Según la Oficina del Censo en 2000 los ingresos medios por hogar en la localidad eran de $40,779, y los ingresos medios por familia eran $48,625. Los hombres tenían unos ingresos medios de $40,857 frente a los $25,100 para las mujeres. La renta per cápita para la localidad era de $14,975. Alrededor del 6.5% de la población estaban por debajo del umbral de pobreza.